# 沢田廉三

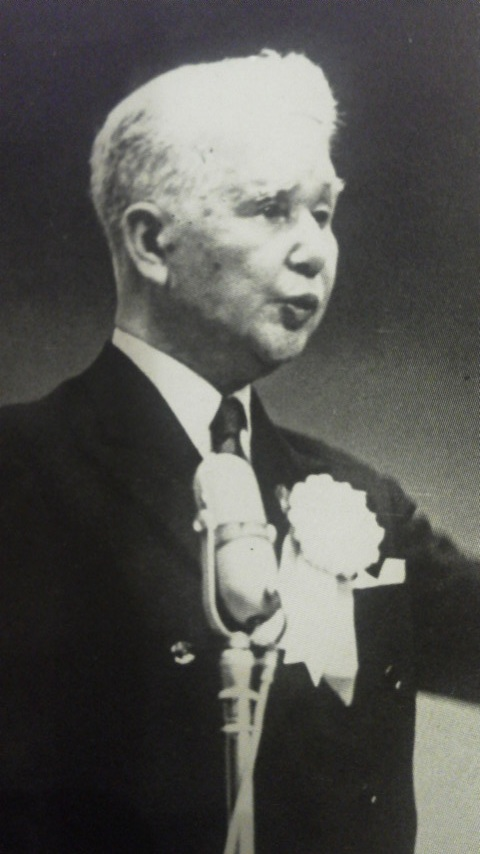
沢田廉三

沢田 廉三（澤田 廉三、さわだ れんぞう、1888年10月17日 - 1970年12月8日）は、日本の外交官。外務次官後、駐フランス特命全権大使・初代ビルマ特命全権大使を経て、再び外務次官。初代国連大使、世界経済調査会議長。

## 来歴・人物
旧制鳥取県第一中学校から旧制第一高等学校を経て、東京帝国大学法科大学仏法科を卒業した。外交官試験に首席合格し外務省入省。外務省きってのフランス語・英語の堪能者で、戦前は宮内省御用掛を兼務し、昭和天皇の通訳を務め、戦後も元首等との通訳にあたった。また、財団法人滝乃川学園理事長（第4代）などもつとめた。妻の美喜（孤児院エリザベス・サンダースホーム創設者）は、三菱合資会社社長・岩崎家当主男爵岩崎久弥の娘で、三菱財閥の創業者岩崎弥太郎の孫娘。兄の節蔵も外交官であった。駐フランス特命全権大使、外務次官を務めた。
第二次世界大戦直後は、ビルマ大使の経験をかわれて連合軍と捕虜の間の仲介も行った。1945年12月2日、磯田三郎元陸軍中将とともにインド西北部のデオリ収容所（アジュメール近郊）を訪問。収容者に日本の降伏を説明、昭和天皇による終戦の詔勅を読み上げるなどの呼びかけを行った。だが沢田と磯田を偽物として疑う者が現れ、収容所内で「勝ち組」と「負け組」による抗争が発生した。
帰国後は、GHQによる公職追放を受ける。一方、親しかったポール・ラッシュ（当時GHQ参謀第2部（G2）民間情報局（CIS）所属）に麹町の私邸を提供し、ラッシュは所属するCISのオフィス「CISハウス」（別名サワダ・ハウス）としてこの建物を戦犯容疑者リスト作成の拠点として利用した。沢田はラッシュと接触を求める政府関係者の窓口役にもなっていた。
サンフランシスコ講和条約発効後、初代国連大使（当時未加盟でオブサーバ扱い）として国際連合本部があるニューヨークに赴任、枢軸国の一員として戦い敗戦国となった日本の国連加盟に向け尽力した。ニューヨークではロックフェラー3世、ハマーショルド（第二代国連事務総長）らとの個人的親交も深める。なお部下だった西堀正弘（のち国連大使）は、澤田が加盟の日に備え自室で（議場での）演説練習を行っているのを漏れ聞いている が、在任中には加盟を実現させることはできなかった。だが素地をつくり、1956年12月に、後任の加瀬俊一の在任時に国連加盟が実現、重光葵（先輩・上司にあたる）外相が議場演説した。
国連大使退任後には外務省顧問に就任。神奈川県大磯町にも在住、妻美喜のエリザベス・サンダースホーム事業に協力した。
関連文書は、親族や外務省外交史料館の他に、郷里の鳥取県立公文書館に委託所蔵された。
2010年3月に資料集『澤田廉三と美喜の時代』が公刊された。

## 年譜
- 1888年　-　鳥取県岩美郡岩美町浦富に父沢田信五、母久子の次男として生まれる。旧制鳥取県第一中学校（現・鳥取県立鳥取西高等学校）、第一高等学校を経て、東京帝国大学法科大学仏法科卒業。
- 1914年　-　外交官及び領事官試験首席合格、外務省に入省。
- 1916年　-　フランス大使館へ赴任。第一次世界大戦講和会議また国際連盟第一回総会に出席。
- 1921年　-　皇太子裕仁親王（昭和天皇）の半年にわたる欧州歴訪時に外交官である兄沢田節蔵は日本から随員し、廉三もフランスでの通訳・案内役を務める。
- 1922年　-　三菱財閥の3代目総帥・岩崎久弥の長女美喜と結婚。
- 1923年　-　アルゼンチン・ブエノスアイレスへ転任。長男・信一誕生。
- 1924年　-　中国・北京へ転任。次男・久雄（声楽家・安田祥子の夫）誕生。
- 1925年　-　三男誕生。
- 1927年　-　日本に帰国。
- 1928年　-　長女誕生。
- 1931年　-　イギリス・ロンドンへ転任。
- 1933年　-　フランス・パリへ転任。
- 1935年　-　米国・ニューヨークへ転任。
- 1936年　-　満州国大使館参事官となる。
- 1938年　-　外務次官に就任。
- 1939年　-　駐フランス特命全権大使。
- 1940年　-　依願免本官。
- 1942年　-　財団法人滝乃川学園理事長（第4代）就任。
- 1943年　-　駐ビルマ特命全権大使。
- 1944年　-　外務次官。
- 1945年　-　外務省嘱託。
- 1946年　-　財団法人滝乃川学園理事長を辞任。
- 1948年　-　妻の美喜がエリザベス・サンダースホームを創立。
- 1951年　-　皇太子裕仁親王の欧州訪問30周年の記念日にあたり、当時の随行者とともに皇居に招かれる[8]。
- 1953年　-　ニューヨーク国際連合代表部特命全権大使。
- 1954年　-　国際連合日本政府代表部長。
- 1955年　-　外務省顧問。
- 1956年　-　スエズ運河国際会議代表（ロンドン）。国連第十一総会代表（ニューヨーク）。
- 1957年　-　外務省顧問を辞任。
- 1960年　-　日韓会談日本国首席代表

## 栄典
- 1920年（大正9年）9月7日 - 勲六等単光旭日章[9]
- 1926年（大正15年）2月10日 - 勲四等瑞宝章[10]
- 1939年（昭和14年）11月13日 - 勲二等瑞宝章[11]
- 1940年（昭和15年）8月15日 - 紀元二千六百年祝典記念章[12]
- 1964年（昭和39年）4月29日 - 勲一等瑞宝章

## その他
- 趣味はゴルフ。宗教はキリスト教。
- おしゃれで、ロンドン、セビルローのオーダーメイドの背広からステッキ、パンツに至るまでイニシャル入りの最高級品を愛用していた[13]。

## 家族・親族
- 妻 美喜（三菱財閥三代目総帥岩崎久弥男爵の長女。エリザベス・サンダース・ホーム創設者）
- 長男 信一（エリザベス・サンダースホーム理事長）
- 次男 久雄
- 三男 晃（南方戦線で戦没）
- 長女 恵美子（モナコ王妃グレース・ケリーの親友。王妃は母沢田美喜のエリザベス・サンダース・ホームを支援）

親族　
- 兄 沢田節蔵（外交官）
- 弟 沢田退蔵（実業家）
- 長妹 広岡貞子（夫松三郎は元大同生命社長で、NHKドラマ「あさが来た」の広岡財閥主人信五郎の長男)
- 次妹 平生愛子（夫太郎は元山武常務で、甲南学園創設者平生釟三郎の長男）
- 三妹 山本菊子（夫は元博進社社長山本博）

## 系譜
沢田家
沢田家は摂津源氏を祖とする医家であったが、後に漁業や製網業を営み、因幡長者といわれ連綿と続いた名家。母久子は幼くして両親と兄を失い、一時兄嫁の実家である八頭郡河原町の木下家に預けられた。17歳の時、生家に帰り、兵庫県新温泉町浜坂の豪商(庄屋・造り酒屋）森家から信五を夫に迎え、岩美町に沢田分家を創始した。森家は当時、相当の知識階級であり、旧森家住宅（浜坂先人記念館以命亭）は、国の登録有形文化財に登録され保存されている。信五は明治25年（1892年）以来、浦富村長、県会議員、県参事会員等に選ばれ、県政界に重きをなす一方、北海道各地で漁業、牧場などの経営に当たった。　息子たちは沢田三兄弟（沢田節蔵・廉三・退蔵として有名。また伝記作家として著名な沢田謙も同族。
```
沢田忠兵衛━━久子　　　┏沢田節蔵
　　　　　　　　┃　　　┃
　　　　　　　　┣━━━╋沢田廉三
　　　　　　　　┃　　　┃
　　　　　　　森信五　　┗沢田退蔵

```

## 著書
- 『凱旋門広場』 角川書店、1950年
- 『沙鴎吟草』 1971年。私家版
- 『随感随筆』澤田廉三先生遺稿刊行会編、1990年。郷土出版